# پیشینه تقسیمات سیاسی گیلان
بر اساس آخرین تقسیمات کشوری سال ۱۳۸۵، استان گیلان دارای ۱۷ شهرستان، ۴۶ بخش، ۵۴ شهر و ۱۱۰ دهستان است.

جایگاه‌استان گیلان در ایران، بر اساس تقسیمات کشوری جمهوری اسلامی

بنا بر توصیف اصیل‌الدین زوزنی در سال ۶۵۲ هجری از گیلان تقسیمات جغرافیایی در گیلان عموماً بر پایهٔ واحد «ده» و «روستا» بنا شده بود و شهر به مفهوم واقعی در واژه‌شناسی گیلکان در این دوره جایگاه کمی داشت و حتی آن را بیشتر با واژهٔ «بازار» می‌شناختند که در فرهنگ گیلان بیشتر یک اتفاق موقتی بود که در هر هفته در برخی از سکونتگاه‌ها عموماً یک یا دو بار در هفته اتفاق می‌افتاد. شهر به مفهوم دائمی وجود نداشت بلکه با جمع شدن مردم به‌طور موقت در یک روز و تشکیل بازار یا «گوراب» که از همان انبوهه و گروه گرفته شده بود شکل می‌گرفت.

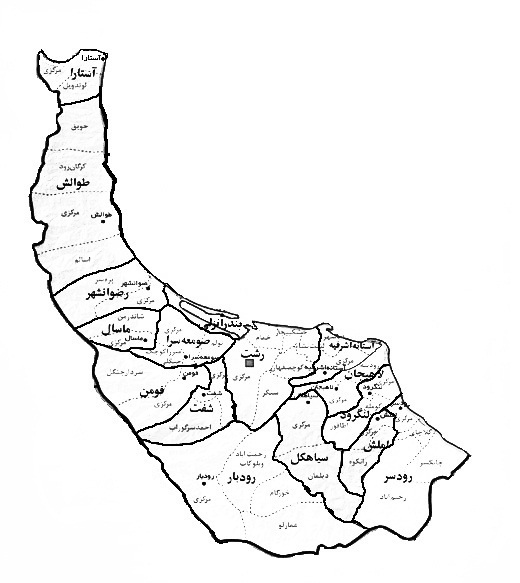
نقشه تقسیمات کشوری استان گیلان، سال ۱۳۹۱

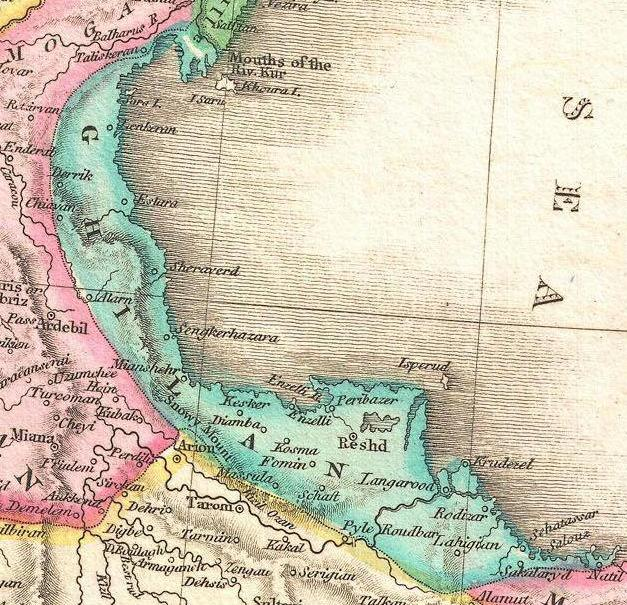
گیلان در نقشهٔ شمال ایران در سال ۱۸۱۸، از اطلس نوی پینکرتن

در اواخر دوره قاجار گیلان به نوزده بخش تقسیم شده بود؛ بخشهای بزرگتر مانند موازی، که به تازگی از ادغام چهار بخش رشت، کهدم، کوچصفهان و خشکبیجار تشکیل شده بودند، شامل بلوکهای (زیربخشها) متعدد بود. در حدود ۱۹۵۰، گیلان یکی از بخشهای اصلی به اصطلاح استان یکم بود که زنجان و اراک، دو بخش عراق عجم سابق را هم در بر می‌گرفت و به پنج شهرستان طوالش، فومن، بندر پهلوی (انزلی)، رشت و لاهیجان تقسیم شده بود. در سال (۱۳۱۶ ه‍.ش) ایران به ۱۰ استان و ۴۹ شهرستان تقسیم شده که زنجان به‌انضمام قزوین، رشت، ساوه و اراک جزو استان یکم منظور شده‌است. در ۱۹۶۳ زنجان و اراک از گیلان جدا شدند و همچنین شهرستان آستارا دوباره در شمال بدان ملحق شد، و نتیجتاً اندازه و مرزهای کنونی را با مساحت ۱۴٬۷۰۹ کیلومتر مربع یافت. گیلان به ۱۰ شهرستان تقسیم می‌شد: طوالش، فومن، بندر پهلوی (انزلی)، رشت، صومعه سرا، رودبار، لنگرود، رودسر و لاهیجان.
یک سال پس از تصویب متمم قانون اساسی یعنی در ۱۴ ذیقعده سال ۱۳۲۵ هجری قمری تشکیل ایالات و ولایات به تصویب دومین دورهٔ قانون‌گذاری مجلس شورای ملی رسید. در این قانون ولایت چنین تعریف شده‌است: قسمتی از مملکت که دارای یک شهر حاکم‌نشین و توابع باشد اعم از این که حکومت آن تابع پایتخت یا تابع مرکز ایالتی باشد. در آن زمان گیلان جزو ۱۲ ولایت ایران بود. پس از این قانون اولین قانون تقسیمات کشوری در آبان ماه ۱۳۱۶ خورشیدی، تهیه و تصویب شد. بر اساس این قانون ایران به‌استان‌های شمال، غرب، جنوب، شمال غرب، شمال شرق و مکران تقسیم شد. بر طبق این تقسیم‌بندی شهرستان گیلان از توابع استان شمال بود و شامل مناطق زیر بود:
1. حومه فومنات، صومعه‌سرا، لشت نشا، کوچصفهان (مرکز: کوچصفهان)
2. بندر انزلی، چهار فریضه، خمام، گسکر (مرکز: بندر انزلی)
3. لاهیجان، رانکوه، دهشال (مرکز: لاهیجان)
4. کرگانرود، اسالم، شفارود، ماسال، شاندرمن (مرکز: هشتپر طوالش)

این تقسیم‌بندی هم چند ماه بیشتر دوام نیاورد و در ۳ بهمن ماه همان سال مصوبهٔ قبلی اصلاح شد و استان‌های ایران به‌استان‌های یکم تا دهم تغییر پیدا کردند.
گیلان جزو شهرستان‌های استان یکم بود و شامل هفت بخش رشت، فومنات، رودبار، لاهیجان، بندر انزلی، توالش و لنگرود بود. در ۷ بهمن سال ۱۳۴۰ شهرستان اراک از گیلان جدا شد و به استان تهران ملحق شد. شهرستان زنجان نیز که تا تاریخ ۶ مرداد سال ۱۳۴۸ از توابع گیلان بود، از آن جدا شد.
استان گیلان از سال ۱۳۴۴ در تقسیمات کشوری ایران وارد شد.
| شهرستان               | جمعیت (۱۳۹۰) | مساحت شهرستان | پیش‌شماره تلفنی |
| --------------------- | ------------ | ------------- | -------------- |
| شهرستان رشت           | ۹۱۸٬۴۴۵      | ۱۲۱۵          | ۰۱۳            |
| شهرستان طوالش         | ۱۸۹٬۹۳۳      | ۲۱۶۰          | ۰۱۳            |
| شهرستان لاهیجان       | ۱۶۸٬۸۲۹      | ۴۰۷           | ۰۱۳            |
| شهرستان رودسر         | ۱۴۴٬۳۶۶      | ۱۳۵۴          | ۰۱۳            |
| شهرستان لنگرود        | ۱۳۷٬۲۷۲      | ۴۵۸           | ۰۱۳            |
| شهرستان انزلی         | ۱۳۸٬۰۰۴      | ۲۹۹           | ۰۱۳            |
| شهرستان صومعه‌سرا      | ۱۲۷٬۷۵۷      | ۵۸۸           | ۰۱۳            |
| شهرستان آستانه اشرفیه | ۱۰۵٬۵۲۶      | ۴۲۳           | ۰۱۳            |
| شهرستان رودبار        | ۱۰۰٬۹۴۳      | ۲۵۱۷          | ۰۱۳            |
| شهرستان فومن          | ۹۳٬۷۳۷       | ۱۰۰۲          | ۰۱۳            |
| شهرستان آستارا        | ۸۶٬۸۵۷       | ۴۳۰           | ۰۱۳            |
| شهرستان رضوانشهر      | ۶۶٬۹۰۹       | ۷۴۸           | ۰۱۳            |
| شهرستان شفت           | ۵۸٬۵۴۳       | ۵۹۹           | ۰۱۳            |
| شهرستان خمام          | ۵۴٬۸۶۰       | ۱۶۰           | ۰۱۳            |
| شهرستان ماسال         | ۵۲٬۴۹۶       | ۴۶۵           | ۰۱۳            |
| شهرستان سیاهکل        | ۴۷٬۰۹۶       | ۹۷۲           | ۰۱۳            |
| شهرستان املش          | ۴۴٬۲۶۱       | ۴۰۷           | ۰۱۳            |